# Çanaqçı, Gädäbäy
Çanaqçı är en ort i Azerbajdzjan. Före 25 oktober 2011 hette orten Ağamalı (till 1991 officiellt även ryska: Агамалы: Agamaly). Den ligger i distriktet Gädäbäy rajon, i den västra delen av landet, 300 kilometer väster om huvudstaden Baku. Çanaqçı ligger 1 587 meter över havet och antalet invånare är 1 571.
Terrängen runt Çanaqçı är kuperad åt sydost, men åt nordväst är den bergig. Terrängen runt Çanaqçı sluttar norrut. Närmaste större samhälle är distriktshuvudorten Gädäbäy, 13,5 kilometer söder om Çanaqçı.
Trakten runt Çanaqçı består i huvudsak av gräsmarker. Runt Çanaqçı är det ganska tätbefolkat, med 70 invånare per kvadratkilometer.